# Referèndum sobre la Llei de Successió en la Prefectura de l'Estat
El referèndum sobre la Llei de Successió es va celebrar a Espanya el 6 de juliol de 1947, sent el primer procés electoral celebrat després de la victòria franquista a la guerra civil espanyola i l'inici de la dictadura del general Franco. La Llei de Successió en la Prefectura de l'Estat tenia com a objectiu la restauració de la Monarquia Espanyola després de la República però alhora, nomenava Francisco Franco cap d'Estat vitalici –o fins a la seva renúncia– i li atorgava la facultat d'escollir al seu successor, rei o regent, establint de nou el Regne d'Espanya.
Segons les informacions oficials, la llei va ser aprovada pel 93 % dels votants. no obstant, el referèndum es va celebrar en un context sense garanties ni transparència, reprimint qualsevol veu que diferís de la campanya oficial pel sí, i fins i tot es va coaccionar als votants exigint certificats de vot als treballadors d'empreses i el segellat de les cartilles de racionament.

## Resultats
| Elecció                         | Vots       | %    |
| ------------------------------- | ---------- | ---- |
| A favor                         | 14.145.163 | 93.0 |
| En contra                       | 722.656    | 4.7  |
| Vots en blanc                   | 351.744    | 2.3  |
| Total                           | 15.219.563 | 100  |
| Votants registrats/participació | 17,178,812 | 88.6 |
| Font: Nohlen i Stöver (2010).   |            |      |